# Ексел (Алабама)
Ексел (енгл. Excel) град је у америчкој савезној држави Алабама. По попису становништва из 2010. у њему је живело 723 становника.

## Демографија
Према попису становништва из 2010. у граду је живело 723 становника, што је 141 (24,2%) становника више него 2000. године.
| Група             | 2000.       | 2010.       |
| Белци             | 562 (96,6%) | 657 (90,9%) |
| Афроамериканци    | 10 (1,7%)   | 36 (5,0%)   |
| Азијати           | 0 (0,0%)    | 0 (0,0%)    |
| Хиспаноамериканци | 5 (0,9%)    | 5 (0,7%)    |
| Укупно            | 582         | 723         |